# 1987-es NHL-draft
Az 1987-es NHL-draftot az amerikai Detroitban, a Joe Louis Arenában tartották meg. Ez volt a 25. draft.

## A draft

### Első kör
| #  | Játékos          | Poszt       | Nemzetiség | NHL-csapat            | Egyetem/junior/klub csapat    |
| -- | ---------------- | ----------- | ---------- | --------------------- | ----------------------------- |
| 1  | Pierre Turgeon   | Center      | Kanada     | Buffalo Sabres        | Granby Bisons (QMJHL)         |
| 2  | Brendan Shanahan | Bal szélső  | Kanada     | New Jersey Devils     | London Knights (OHL)          |
| 3  | Glen Wesley      | Védő        | Kanada     | Boston Bruins         | Portland Winter Hawks (WHL)   |
| 4  | Wayne McBean     | Védő        | Kanada     | Los Angeles Kings     | Medicine Hat Tigers (WHL)     |
| 5  | Chris Joseph     | Védő        | Kanada     | Pittsburgh Penguins   | Seattle Thunderbirds (WHL)    |
| 6  | Dave Archibald   | Jobb szélső | Kanada     | Minnesota North Stars | Portland Winter Hawks (WHL)   |
| 7  | Luke Richardson  | Védő        | Kanada     | Toronto Maple Leafs   | Peterborough Petes (OHL)      |
| 8  | Jimmy Waite      | Kapus       | Kanada     | Chicago Blackhawks    | Chicoutimi Saguenéens (QMJHL) |
| 9  | Bryan Fogarty    | Védő        | Kanada     | Quebec Nordiques      | Kingston Canadians (OHL)      |
| 10 | Jayson More      | Védő        | Kanada     | New York Rangers      | New Westminster Bruins (WHL)  |
| 11 | Yves Racine      | Védő        | Kanada     | Detroit Red Wings     | Longueuil Chevaliers (QMJHL)  |
| 12 | Keith Osborne    | Jobb szélső | Kanada     | St. Louis Blues       | North Bay Centennials (OHL)   |
| 13 | Dean Chynoweth   | Védő        | Kanada     | New York Islanders    | Medicine Hat Tigers (WHL)     |
| 14 | Stephane Quintal | Védő        | Kanada     | Boston Bruins         | Granby Bisons (QMJHL)         |
| 15 | Joe Sakic        | Center      | Kanada     | Quebec Nordiques      | Swift Current Broncos (WHL)   |
| 16 | Bryan Marchment  | Védő        | Kanada     | Winnipeg Jets         | Belleville Bulls (OHL)        |
| 17 | Andrew Cassels   | Center      | Kanada     | Montréal Canadiens    | Ottawa 67’s (OHL)             |
| 18 | Jody Hull        | Jobb szélső | Kanada     | Hartford Whalers      | Peterborough Petes (OHL)      |
| 19 | Bryan Deasley    | Bal szélső  | Kanada     | Calgary Flames        | University of Michigan (NCAA) |
| 20 | Darren Rumble    | Védő        | Kanada     | Philadelphia Flyers   | Kitchener Rangers (OHL)       |
| 21 | Peter Soberlak   | Bal szélső  | Kanada     | Edmonton Oilers       | Swift Current Broncos (WHL)   |
|    |                  |             |            |                       |                               |

### Második kör
| #  | Játékos          | Poszt       | Nemzetiség | NHL-csapat            | Egyetem/junior/klub csapat          |
| -- | ---------------- | ----------- | ---------- | --------------------- | ----------------------------------- |
| 22 | Brad Miller      | Védő        | Kanada     | Buffalo Sabres        | Regina Pats WHL                     |
| 23 | Ricard Persson   | Védő        | Svédország | New Jersey Devils     | Ostersund (SWE)                     |
| 24 | Rob Murphy       | Center      | Kanada     | Vancouver Canucks     | Laval Titan QMJHL                   |
| 25 | Stephane Matteau | Bal szélső  | Kanada     | Calgary Flames        | Hull Olympiques QMJHL               |
| 26 | Rick Tabaracci   | Kapus       | Kanada     | Pittsburgh Penguins   | Cornwall Royals (OHL)               |
| 27 | Mark Fitzpatrick | Kapus       | Kanada     | Los Angeles Kings     | Medicine Hat Tigers (WHL)           |
| 28 | Daniel Marois    | Jobb szélső | Kanada     | Toronto Maple Leafs   | Verdun Junior Canadiens (QMJHL)     |
| 29 | Ryan McGill      | Védő        | Kanada     | Chicago Blackhawks    | Swift Current Broncos (WHL)         |
| 30 | Jeff Harding     | Jobb szélső | Kanada     | Philadelphia Flyers   | St. Michael's Jr. B (Toronto)       |
| 31 | Daniel Lacroix   | Bal szélső  | Kanada     | New York Rangers      | Granby Bisons (QMJHL)               |
| 32 | Gord Kruppke     | Védő        | Kanada     | Detroit Red Wings     | Prince Albert Raiders (WHL)         |
| 33 | John LeClair     | Jobb szélső | USA        | Montreal Canadiens    | Bellows Free Academy (Vermont)      |
| 34 | Jeff Hackett     | Kapus       | Kanada     | New York Islanders    | Oshawa Generals (OHL)               |
| 35 | Scott McCrady    | Védő        | Kanada     | Minnesota North Stars | Medicine Hat Tigers (WHL)           |
| 36 | Jeff Ballantyne  | Védő        | Kanada     | Washington Capitals   | Ottawa 67's (OHL)                   |
| 37 | Patrik Erickson  | Védő        | Svédország | Winnipeg Jets         | Brynäs IF (Svédország)              |
| 38 | Eric Desjardins  | Védő        | Kanada     | Montreal Canadiens    | Granby Bisons (QMJHL)               |
| 39 | Adam Burt        | Védő        | USA        | Hartford Whalers      | North Bay Centennials (OHL)         |
| 40 | Kevin Grant      | Bal szélső  | Kanada     | Calgary Flames        | Kitchener Rangers (OHL)             |
| 41 | Bob Wilkie       | Védő        | Kanada     | Detroit Red Wings     | Swift Current Broncos (WHL)         |
| 42 | Brad Werenka     | Védő        | Kanada     | Edmonton Oilers       | Northern Michigan University (NCAA) |
|    |                  |             |            |                       |                                     |

### Harmadik kör
| #  | Játékos           | Poszt       | Nemzetiség    | NHL-csapat            | Egyetem/junior/klub csapat      |
| -- | ----------------- | ----------- | ------------- | --------------------- | ------------------------------- |
| 43 | Ross Wilson       | Jobb szélső | Kanada        | Los Angeles Kings     | Peterborough Petes (OHL)        |
| 44 | Mathieu Schneider | Védő        | USA           | Montreal Canadiens    | Cornwall Royals (OHL)           |
| 45 | Steve Veilleux    | Védő        | Kanada        | Vancouver Canucks     | Trois Rivieres Draveurs (QMJHL) |
| 46 | Simon Gagne       |             | Kanada        | New York Rangers      | Laval Titan (QMJHL)             |
| 47 | Jamie Leach       | Jobb szélső | Kanada        | Pittsburgh Penguins   | Hamilton Steelhawks (OHL)       |
| 48 | Kevin Kaminski    | Center      | Kanada        | Minnesota North Stars | Saskatoon Blades (WHL)          |
| 49 | John McIntyre     | Center      | Kanada        | Toronto Maple Leafs   | Guelph Platers (OHL)            |
| 50 | Cam Russell       | Védő        | Kanada        | Chicago Blackhawks    | Hull Olympiques (QMJHL)         |
| 51 | Jim Sprott        | Védő        | Kanada        | Quebec Nordiques      | London Knights (OHL)            |
| 52 | Dennis Holland    | Center      | Kanada        | Detroit Red Wings     | Portland Winter Hawks (WHL)     |
| 53 | Andrew MacVicar   | Bal szélső  | Kanada        | Buffalo Sabres        | Peterborough Petes (OHL)        |
| 54 | Kevin Miehm       | Center      | Kanada        | St. Louis Blues       | Oshawa Generals (OHL)           |
| 55 | Dean Ewen         | Bal szélső  | Kanada        | New York Islanders    | Spokane Chiefs (WHL)            |
| 56 | Todd Lalonde      | Bal szélső  | Kanada        | Boston Bruins         | Sudbury Wolves (OHL)            |
| 57 | Steve Maltais     | Szélső      | Kanada        | Washington Capitals   | Cornwall Royals (OHL)           |
| 58 | Francois Gravel   | Kapus       | Kanada        | Montreal Canadiens    | Shawinigan Cataractes (QMJHL)   |
| 59 | Robert Nordmark   | Védő        | Svédország    | St. Louis Blues       | Lulea HF (SEL)                  |
| 60 | Mike Dagenais     | Védő        | Kanada        | Chicago Blackhawks    | Peterborough Petes (OHL)        |
| 61 | Scott Mahoney     | Jobb szélső | Kanada        | Calgary Flames        | Oshawa Generals (OHL)           |
| 62 | Martin Hostak     | Jobb szélső | Csehszlovákia | Philadelphia Flyers   | HC Sparta Praha (Csehszlovákia) |
| 63 | Geoff Smith       | Védő        | Kanada        | Edmonton Oilers       | St. Albert Saints (AJHL)        |
|    |                   |             |               |                       |                                 |

### Negyedik kör
| #  | Játékos          | Poszt       | Nemzetiség | NHL-csapat            | Egyetem/junior/klub csapat            |
| -- | ---------------- | ----------- | ---------- | --------------------- | ------------------------------------- |
| 64 | Peter Eriksson   | Bal szélső  | Svédország | Edmonton Oilers       | HV71 Jonkoping (SEL)                  |
| 65 | Brian Sullivan   | Jobb szélső | USA        | New Jersey Devils     | Springfield Olympics (NEJHL)          |
| 66 | Doug Torrel      | Jobb szélső | USA        | Vancouver Canucks     | Hibbing H.S. (Minn.)                  |
| 67 | Darwin McPherson | Védő        | Kanada     | Boston Bruins         | New Westminster Bruins (WHL)          |
| 68 | Risto Kurkinen   | Bal szélső  | Finnország | Pittsburgh Penguins   | JyP HT Jyvaskyla (SM-liiga)           |
| 69 | Mike Sullivan    | Center      | USA        | New York Rangers      | Boston University (NCAA)              |
| 70 | Tim Harris       | Jobb szélső | Kanada     | Calgary Flames        | Pickering (OPJHL)                     |
| 71 | Joe Sacco        | Jobb szélső | USA        | Toronto Maple Leafs   | Medford H.S. (Mass.)                  |
| 72 | Kip Miller       | Center      | USA        | Quebec Nordiques      | Michigan State University (NCAA)      |
| 73 | John Weisbrod    | Center      | USA        | Minnesota North Stars | Choate Academy (Conn.)                |
| 74 | Mark Reimer      | Kapus       | Kanada     | Detroit Red Wings     | Saskatoon Blades (WHL)                |
| 75 | Darin Smith      | Bal szélső  | Kanada     | St. Louis Blues       | North Bay Centennials (OHL)           |
| 76 | George Maneluk   | Kapus       | Kanada     | New York Islanders    | Brandon Wheat Kings (WHL)             |
| 77 | Matt DelGuidice  | Kapus       | USA        | Boston Bruins         | Saint Anselm College (NCAA)           |
| 78 | Tyler Larter     | Center      | Kanada     | Washington Capitals   | Sault Ste. Marie Greyhounds (OHL)     |
| 79 | Don McLennan     |             | Kanada     | Winnipeg Jets         | U. of Denver (NCAA)                   |
| 80 | Kris Miller      | Védő        | USA        | Montreal Canadiens    | Greenway (Minn H.S.)                  |
| 81 | Terry Yake       | Center      | Kanada     | Hartford Whalers      | Brandon Wheat Kings (WHL)             |
| 82 | Andy Rymsha      | Jobb szélső | Kanada     | St. Louis Blues       | Western Michigan University (NCAA)    |
| 83 | Tomaz Eriksson   |             | Svédország | Philadelphia Flyers   | Djurgardens IF Stockholm (Elitserien) |
| 84 | John Bradley     | Kapus       | USA        | Buffalo Sabres        | New Hampton Prep (N.H.)               |
|    |                  |             |            |                       |                                       |

### Ötödik kör
| #   | Játékos         | Poszt      | Nemzetiség    | NHL-csapat            | Egyetem/junior/klub csapat            |
| --- | --------------- | ---------- | ------------- | --------------------- | ------------------------------------- |
| 85  | Dave Pergola    | Jobbszélső | USA           | Buffalo Sabres        | Belmont Hill H.S. (Mass.)             |
| 86  | Kevin Dean      | Védő       | USA           | New Jersey Devils     | Culver Military Academy (Ind.)        |
| 87  | Sean Fabian     | Védő       | USA           | Vancouver Canucks     | Hill-Murray H.S. (Minn.)              |
| 88  | Teppo Kivelä    | Csatár     | Finnország    | Minnesota North Stars | HPK Hameenlinna (SM-liiga)            |
| 89  | Jeff Waver      | Védő       | Kanada        | Pittsburgh Penguins   | Hamilton Steelhawks (OHL)             |
| 90  | Mike Vukonich   | Center     | USA           | Los Angeles Kings     | Duluth Denfeld H.S. (Minn.)           |
| 91  | Mike Eastwood   | Center     | Kanada        | Toronto Maple Leafs   | Pembroke Lumber Kings (CJAHL)         |
| 92  | Ulf Sandström   | Jobbszélső | Svédország    | Chicago Blackhawks    | Modo Hockey Ornskoldsvik (Elitserien) |
| 93  | Rob Mendel      | Védő       | USA           | Quebec Nordiques      | U. of Wisconsin (NCAA)                |
| 94  | Erik O'Borsky   | Center     | USA           | New York Rangers      | Yale University (NCAA)                |
| 95  | Radomir Brazda  | Védő       | Csehszlovákia | Detroit Red Wings     | Pardubice HC (Csehszlovákia)          |
| 96  | Ken Gernander   | Jobbszélső | USA           | Winnipeg Jets         | Greenway (Minn H.S.)                  |
| 97  | Petr Vlk        | Balszélső  | Csehszlovákia | New York Islanders    | HC Dukla Jihlava (Csehszlovákia)      |
| 98  | Ted Donato      | Balszélső  | USA           | Boston Bruins         | Catholic Memorial High School (Mass.) |
| 99  | Pat Beauchesne  | Védő       | Kanada        | Washington Capitals   | Moose Jaw Warriors (WHL)              |
| 100 | Darrin Amundson | Csatár     | USA           | Winnipeg Jets         | Duluth East H.S. (Minn.)              |
| 101 | Steve McCool    | Védő       | USA           | Montreal Canadiens    | Hill School H.S. (Penn.)              |
| 102 | Mark Rousseau   | Védő       | Kanada        | Hartford Whalers      | U. of Denver (NCAA)                   |
| 103 | Tim Corkery     | Védő       | Kanada        | Calgary Flames        | Ferris State University (NCAA)        |
| 104 | Bill Gall       | Védő       | USA           | Philadelphia Flyers   | New Hampton Prep (N.H.)               |
| 105 | Shaun Van Allen | Center     | Kanada        | Edmonton Oilers       | Saskatoon Blades (WHL)                |
|     |                 |            |               |                       |                                       |

### Hatodik kör
| #   | Játékos         | Poszt       | Nemzetiség    | NHL-csapat            | Egyetem/junior/klub csapat          |
| --- | --------------- | ----------- | ------------- | --------------------- | ----------------------------------- |
| 106 | Chris Marshall  | Bal szélső  | USA           | Buffalo Sabres        | Boston College High (Mass.)         |
| 107 | Ben Hankinson   | Jobb szélső | USA           | New Jersey Devils     | Edina H.S. (Minn.)                  |
| 108 | Garry Valk      | Bal szélső  | Kanada        | Vancouver Canucks     | Sherwood Park Crusaders (AJHL)      |
| 109 | Darcy Norton    | Bal szélső  | Kanada        | Minnesota North Stars | Kamloops Blazers (WHL)              |
| 110 | Shawn McEachern | Bal szélső  | USA           | Pittsburgh Penguins   | Matignon High School (Mass.)        |
| 111 | Greg Batters    | Jobb szélső | Kanada        | Los Angeles Kings     | Victoria Cougars (WHL)              |
| 112 | Damian Rhodes   | Kapus       | USA           | Toronto Maple Leafs   | Richfield H.S. (Minn.)              |
| 113 | Mike McCormick  | Jobb szélső | USA           | Chicago Blackhawks    | Richmond Sockeyes (BCJHL)           |
| 114 | Garth Snow      | Kapus       | USA           | Quebec Nordiques      | Mount St. Charles H.S. (R.I.)       |
| 115 | Ludek Čajka     | Védő        | Csehszlovákia | New York Rangers      | HC Dukla Jihlava (Csehszlovákia)    |
| 116 | Sean Clifford   | Védő        | Kanada        | Detroit Red Wings     | Ohio State University (NCAA)        |
| 117 | Rob Robinson    | Védő        | Kanada        | St. Louis Blues       | Miami University (Ohio)(NCAA)       |
| 118 | Rob DiMaio      | Jobb szélső | Kanada        | New York Islanders    | Medicine Hat Tigers (WHL)           |
| 119 | Matt Glennon    | Bal szélső  | USA           | Boston Bruins         | Archbishop Williams H.S. (Mass.)    |
| 120 | Rich DeFreitas  | Védő        | USA           | Washington Capitals   | St. Mark's H.S. (Mass.)             |
| 121 | Joe Harwell     | Védő        | USA           | Winnipeg Jets         | Hill-Murray H.S. (Minn.)            |
| 122 | Les Kuntar      | Kapus       | USA           | Montreal Canadiens    | Nichols (N.Y. H.S.)                 |
| 123 | Jeff St. Cyr    | Védő        | Kanada        | Hartford Whalers      | Michigan Tech (NCAA)                |
| 124 | Joe Aloi        | Védő        | Kanada        | Calgary Flames        | Hull Olympiques (QMJHL)             |
| 125 | Tony Link       | Védő        | USA           | Philadelphia Flyers   | Dimond H.S. (Alaska)                |
| 126 | Radek Toupal    | Jobbszélső  | Csehszlovákia | Edmonton Oilers       | HC České Budějovice (Csehszlovákia) |
|     |                 |             |               |                       |                                     |

### Hetedik kör
| #   | Játékos            | Poszt       | Nemzetiség    | NHL-csapat            | Egyetem/junior/klub csapat      |
| --- | ------------------ | ----------- | ------------- | --------------------- | ------------------------------- |
| 127 | Paul Flanagan      | Védő        | USA           | Buffalo Sabres        | New Hampton Prep (N.H.)         |
| 128 | Tom Neziol         | Bal szélső  | Kanada        | New Jersey Devils     | Miami University (Ohio)(NCAA)   |
| 129 | Todd Fanning       | Kapus       | Kanada        | Vancouver Canucks     | Ohio State University (NCAA)    |
| 130 | Timo Kulonen       | Védő        | Finnország    | Minnesota North Stars | KalPa Kuopio (SM-liiga)         |
| 131 | Jim Bodden         | Center      | Kanada        | Pittsburgh Penguins   | Chatham (SOJHL)                 |
| 132 | Kyösti Karjalainen | Csatár      | Svédország    | Los Angeles Kings     | Brynäs IF (Elitserien)          |
| 133 | Trevor Jobe        | Center      | Kanada        | Toronto Maple Leafs   | Moose Jaw Warriors (WHL)        |
| 134 | Stephen Tepper     | Jobb szélső | USA           | Chicago Blackhawks    | Westborough High School         |
| 135 | Tim Hanus          | Csatár      | USA           | Quebec Nordiques      | Minnetonka H.S. (Minn.)         |
| 136 | Clint Thomas       | Védő        | USA           | New York Rangers      | Bartlett H.S. (Alaszka)         |
| 137 | Mike Gober         | Bal szélső  | USA           | Detroit Red Wings     | Laval Titan (QMJHL)             |
| 138 | Todd Crabtree      | Védő        | USA           | St. Louis Blues       | Governor Dummer Academy (Mass.) |
| 139 | Knut Walbye        | Center      | Norvégia      | New York Islanders    | Furuset Ishockey (GET-ligaen)   |
| 140 | Rob Cheevers       | Center      | USA           | Boston Bruins         | Boston College (NCAA)           |
| 141 | Devon Oleniuk      | Védő        | Kanada        | Washington Capitals   | Kamloops Blazers (WHL)          |
| 142 | Tod Hartje         | Center      | USA           | Winnipeg Jets         | Harvard Egyetem (NCAA)          |
| 143 | Robert Kelley      | Bal szélső  | USA           | Montreal Canadiens    | Matignon H.S. (Mass.)           |
| 144 | Gregg Wolf         | Védő        | USA           | Hartford Whalers      | Buffalo Regal Midgets           |
| 145 | Peter Ciavaglia    | Center      | USA           | Calgary Flames        | Nichols (N.Y. H.S.)             |
| 146 | Marc Strapon       | Védő        | USA           | Philadelphia Flyers   | Hayward H.S. (Wisc.)            |
| 147 | Tomáš Sršeň        | Bal szélső  | Csehszlovákia | Edmonton Oilers       | TJ Zetor Brno (Csehszlovákia)   |
|     |                    |             |               |                       |                                 |

### Nyolcadik kör
| #   | Játékos          | Poszt       | Nemzetiség    | NHL-csapat            | Egyetem/junior/klub csapat         |
| --- | ---------------- | ----------- | ------------- | --------------------- | ---------------------------------- |
| 148 | Sean Dooley      | Védő        | USA           | Buffalo Sabres        | Groton H.S. (Conn.)                |
| 149 | Jim Dowd         | Center      | USA           | New Jersey Devils     | Brick Township H.S. (N.J.)         |
| 150 | Viktor Tyumenyev | Center      | Szovjetunió   | Vancouver Canucks     | Szpartak Moszkva (Szovjetunió)     |
| 151 | Don Schmidt      | Védő        | Kanada        | Minnesota North Stars | Kamloops Blazers (WHL)             |
| 152 | Jiří Kučera      | Center      | Csehszlovákia | Pittsburgh Penguins   | HC Dukla Jihlava (Csehszlovákia)   |
| 153 | Tim Roberts      | Védő        | USA           | Buffalo Sabres        | Deerfield Academy (Mass H.S.)      |
| 154 | Chris Jensen     | Védő        | USA           | Toronto Maple Leafs   | Northwood Prep (N.Y.)              |
| 155 | John Reilly      | Balszélső   | USA           | Chicago Blackhawks    | Phillips Academy (Mass.)           |
| 156 | Jake Enebak      | Balszélső   | USA           | Quebec Nordiques      | Northfield H.S. (Minn.)            |
| 157 | Chuck Wiegand    | Jobb szélső | USA           | New York Rangers      | Essex Junction H.S. (Vermont)      |
| 158 | Kevin Scott      | Bal szélső  | Kanada        | Detroit Red Wings     | Vernon Lakers (BCJHL)              |
| 159 | Guy Hebert       | Kapus       | Kanada        | St. Louis Blues       | Hamilton College (NCAA)            |
| 160 | Jeff Saterdalen  | Jobb szélső | USA           | New York Islanders    | Bloomington Jefferson H.S. (Minn.) |
| 161 | Chris Winnes     | Jobb szélső | USA           | Boston Bruins         | Northwood Prep (N.Y.)              |
| 162 | Thomas Sjögren   | Jobbszélső  | Svédország    | Washington Capitals   | Frölunda HC (Elitserien)           |
| 163 | Markku Kyllönen  | Bal szélső  | Finnország    | Winnipeg Jets         | Oulun Kärpät (SM-liiga)            |
| 164 | Will Geist       | Védő        | USA           | Montreal Canadiens    | St. Paul Academy (Minn.)           |
| 165 | John Moore       | Center      | Kanada        | Hartford Whalers      | Yale Egyetem (NCAA)                |
| 166 | Theoren Fleury   | Jobb szélső | Kanada        | Calgary Flames        | Moose Jaw Warriors (WHL)           |
| 167 | Darryl Ingham    | Jobbszélső  | Kanada        | Philadelphia Flyers   | U. of Manitoba (CIAU)              |
| 168 | Åge Ellingsen    | Védő        | Norvégia      | Edmonton Oilers       | Storhamar Dragons (GET-ligaen)     |
|     |                  |             |               |                       |                                    |

### Kilencedik kör
| #   | Játékos          | Poszt       | Nemzetiség    | NHL-csapat            | Egyetem/junior/klub csapat          |
| --- | ---------------- | ----------- | ------------- | --------------------- | ----------------------------------- |
| 169 | Grant Tkachuk    | Bal szélső  | Kanada        | Buffalo Sabres        | Saskatoon Blades (WHL)              |
| 170 | John Blessman    | Védő        | Kanada        | New Jersey Devils     | Toronto Marlboros (OHL)             |
| 171 | Craig Daly       | Védő        | USA           | Vancouver Canucks     | New Hampton Prep (N.H.)             |
| 172 | Jarmo Myllys     | Kapus       | Finnország    | Minnesota North Stars | Lukko Rauma (SM-liiga)              |
| 173 | John MacDougall  | Jobbszélső  | USA           | Pittsburgh Penguins   | New Prep School (Mass.)             |
| 174 | Jeff Gawlicki    | Balszélső   | USA           | Los Angeles Kings     | Northern Michigan University (NCAA) |
| 175 | Brian Blad       | Védő        | Kanada        | Toronto Maple Leafs   | Belleville Bulls (OHL)              |
| 176 | Lance Werness    | Jobb szélső | USA           | Chicago Blackhawks    | Burnsville H.S. (Minn.)             |
| 177 | Jaroslav Ševčík  | Balszélső   | Csehszlovákia | Quebec Nordiques      | TJ Zetor Brno (Csehszlovákia)       |
| 178 | Eric Burrill     | Jobbszélső  | USA           | New York Rangers      | Tartan H.S. (Mass.)                 |
| 179 | Mikko Haapakoski | Védő        | Finnország    | Detroit Red Wings     | Oulun Kärpät (SM-liiga)             |
| 180 | Rob Dumas        | Védő        | Kanada        | St. Louis Blues       | Seattle Thunderbirds (WHL)          |
| 181 | Shawn Howard     | Csatár      | USA           | New York Islanders    | Penticton Knights (BCJHL)           |
| 182 | Paul Ohman       | Védő        | USA           | Boston Bruins         | St. John's Prep (Mass H.S.)         |
| 183 | Ladislav Tresl   | Center      | Csehszlovákia | Quebec Nordiques      | TJ Zetor Brno (Csehszlovákia)       |
| 184 | Jim Fernholz     | Jobbszélső  | USA           | Winnipeg Jets         | White Bear Lake H.S. (Minn.)        |
| 185 | Eric Tremblay    | Védő        | Kanada        | Montreal Canadiens    | Drummondville Voltigeurs (QMJHL)    |
| 186 | Joe Day          | Center      | USA           | Hartford Whalers      | St. Lawrence University (NCAA)      |
| 187 | Mark Osiecki     | Védő        | USA           | Calgary Flames        | U. of Wisconsin (NCAA)              |
| 188 | Bruce MacDonald  | Jobb szélső | USA           | Philadelphia Flyers   | Loomis-Chafee H.S. (Mass.)          |
| 189 | Gavin Armstrong  | Kapus       | Kanada        | Edmonton Oilers       | R.P.I. (NCAA)                       |
|     |                  |             |               |                       |                                     |

### Tizedik kör
| #   | Játékos        | Poszt       | Nemzetiség | NHL-csapat            | Egyetem/junior/klub csapat          |
| --- | -------------- | ----------- | ---------- | --------------------- | ----------------------------------- |
| 190 | Ian Herbers    | Védő        | Kanada     | Buffalo Sabres        | Swift Current Broncos (WHL)         |
| 191 | Pete Fry       | Kapus       | Kanada     | New Jersey Devils     | Victoria Cougars (WHL)              |
| 192 | John Fletcher  | Kapus       | USA        | Vancouver Canucks     | Clarkson University (NCAA)          |
| 193 | Larry Olimb    | Center      | Kanada     | Minnesota North Stars | Warroad H.S. (Minn.)                |
| 194 | Daryn McBride  | Jobb szélső | Kanada     | Pittsburgh Penguins   | U. of Denver (NCAA)                 |
| 195 | John Preston   | Center      | Kanada     | Los Angeles Kings     | Boston University (NCAA)            |
| 196 | Ron Bernacci   | Center      | Kanada     | Toronto Maple Leafs   | Hamilton Steelhawks (OHL)           |
| 197 | Dale Marquette | Bal szélső  | Kanada     | Chicago Blackhawks    | Brandon Wheat Kings (WHL)           |
| 198 | Darren Nauss   | Szélső      | Kanada     | Quebec Nordiques      | North Battleford North Stars (SJHL) |
| 199 | Dave Porter    | Balszélső   | USA        | New York Rangers      | Northern Michigan University (NCAA) |
| 200 | Darin Banister | Védő        | Kanada     | Detroit Red Wings     | U. of Illinois-Chicago (NCAA)       |
| 201 | David Marvin   | Védő        | USA        | St. Louis Blues       | Warroad H.S. (Minn.)                |
| 202 | John Herlihy   | Csatár      | USA        | New York Islanders    | Babson College (NCAA)               |
| 203 | Casey Jones    | Center      | USA        | Boston Bruins         | Cornell University (NCAA)           |
| 204 | Chris Clarke   | Védő        | Kanada     | Washington Capitals   | Pembroke (COJHL)                    |
| 205 | Brett Barnett  | Bal szélső  | Kanada     | New York Rangers      | Wexford (OPJHL)                     |
| 206 | Barry McKinlay | Védő        | Kanada     | Montreal Canadiens    | U. of Illinois-Chicago (NCAA)       |
| 207 | Andy Cesarski  | Védő        | USA        | St. Louis Blues       | Culver Military Academy (Ind.)      |
| 208 | Bill Sedergren | Védő        | USA        | Calgary Flames        | Springfield Olympics (NEJHL)        |
| 209 | Steve Morrow   | Védő        | USA        | Philadelphia Flyers   | Westminster H.S. (Conn.)            |
| 210 | Mike Tinkham   | Center      | USA        | Edmonton Oilers       | Newburyport H.S. (Mass.)            |
|     |                |             |            |                       |                                     |

### Tizenegyedik kör
| #   | Játékos          | Poszt       | Nemzetiség    | NHL-csapat            | Egyetem/junior/klub csapat           |
| --- | ---------------- | ----------- | ------------- | --------------------- | ------------------------------------ |
| 211 | David Littman    | Kapus       | USA           | Buffalo Sabres        | Boston College (NCAA)                |
| 212 | Alain Charland   | Center      | Kanada        | New Jersey Devils     | Drummondville Voltigeurs (QMJHL)     |
| 213 | Roger Hansson    | Jobbszélső  | Svédország    | Vancouver Canucks     | Rögle BK (Elitserien)                |
| 214 | Marc Felicio     | Kapus       | USA           | Minnesota North Stars | Northwood Prep (N.Y.)                |
| 215 | Mark Carlson     | Balszélső   | USA           | Pittsburgh Penguins   | Philadelphia Jrs.                    |
| 216 | Rotislav Vlach   | Csatár      | Csehszlovákia | Los Angeles Kings     | TJ Gottwaldov (Csehszlovákia)        |
| 217 | Ken Alexander    | Védő        | Kanada        | Toronto Maple Leafs   | Hamilton Steelhawks (OHL)            |
| 218 | Bill LaCouture   | Jobb szélső | USA           | Chicago Blackhawks    | Natick H.S. (Mass.)                  |
| 219 | Mike Williams    | Kapus       | USA           | Quebec Nordiques      | Ferris State University (NCAA)       |
| 220 | Lance Marciano   | Védő        | USA           | New York Rangers      | Choate Academy (Conn.)               |
| 221 | Craig Quinlan    | VÉdő        | USA           | Detroit Red Wings     | Hill-Murray H.S. (Minn.)             |
| 222 | Daniel Rolfe     | Védő        | Kanada        | St. Louis Blues       | Brockville (OPJHL)                   |
| 223 | Mike Erickson    | Védő        | USA           | New York Islanders    | St. John's Hill H.S. (Mass.)         |
| 224 | Eric LeMarque    | Center      | USA           | Boston Bruins         | Northern Michigan University (NCAA)  |
| 225 | Milos Vanik      | Csatár      | NSZK          | Washington Capitals   | Freiburg EHC (Bundesliga)            |
| 226 | Roger Rougelot   | Kapus       | USA           | Winnipeg Jets         | Madison Capitols (USHL)              |
| 227 | Ed Ronan         | Jobb szélső | USA           | Montreal Canadiens    | Phillips Academy (Mass.)             |
| 228 | Kevin Sullivan   | Jobb szélső | USA           | Hartford Whalers      | Princeton Egyetem (NCAA)             |
| 229 | Peter Hasselblad | Védő        | Svédország    | Calgary Flames        | Örebro IK (Elitserien)               |
| 230 | Dárius Rusnák    | Center      | Csehszlovákia | Philadelphia Flyers   | HC Slovan Bratislava (Csehszlovákia) |
| 231 | Jeff Pauletti    | Védő        | USA           | Edmonton Oilers       | U. of Minnesota (NCAA)               |
|     |                  |             |               |                       |                                      |

### Tizenkettedik kör
| #   | Játékos            | Poszt       | Nemzetiség  | NHL-csapat            | Egyetem/junior/klub csapat     |
| --- | ------------------ | ----------- | ----------- | --------------------- | ------------------------------ |
| 232 | Al MacIsaac        | Védő        | Kanada      | Buffalo Sabres        | Guelph Platers (OHL)           |
| 233 | Neil Eisenhut      | Center      | Kanada      | Vancouver Canucks     | Langley Eagles (BCJHL)         |
| 234 | Matt Evo           | Bal szélső  | USA         | Vancouver Canucks     | Country Day H.S. (Mass.)       |
| 235 | Dave Shields       | Center      | Kanada      | Minnesota North Stars | U. of Denver (NCAA)            |
| 236 | Ake Lilljebjorn    | Kapus       | Svédország  | Pittsburgh Penguins   | Brynäs IF Gavle (Elitserien)   |
| 237 | Mikael Lindholm    | Bal szélső  | Svédország  | Los Angeles Kings     | Brynäs IF Gavle (ELitserien)   |
| 238 | Alex Weinrich      | Védő        | USA         | Toronto Maple Leafs   | North Yarmouth Academy (Maine) |
| 239 | Mike Lappin        | Center      | USA         | Chicago Blackhawks    | Northwood Prep (N.Y.)          |
| 240 | Dan Brettschneider | Center      | USA         | Washington Capitals   | Burnsville H.S. (Minn.)        |
| 241 | Jesper Duus        | Védő        | Dánia       | Edmonton Oilers       | Rødovre SIK (Superisligaen)    |
| 242 | Tomas Jansson      | Védő        | Svédország  | Detroit Red Wings     | Tälje (Elitserien)             |
| 243 | Ray Savard         | Jobb szélső | Kanada      | St. Louis Blues       | Regina Pats (WHL)              |
| 244 | Will Averill       | Védő        | USA         | New York Islanders    | Belmont Hill H.S. (Mass.)      |
| 245 | Sean Gorman        | Védő        | USA         | Boston Bruins         | Matignon H.S. (Mass.)          |
| 246 | Ryan Kummu         | Védő        | Kanada      | Washington Capitals   | R.P.I. (NCAA)                  |
| 247 | Hans-Goran Elo     | Kapus       | Svédország  | Winnipeg Jets         | Djurgårdens IF (Elitserien)    |
| 248 | Bryan Herring      | Center      | USA         | Montreal Canadiens    | Dubuque Fighting Saints (USHL) |
| 249 | Steve Laurin       | Kapus       | Kanada      | Hartford Whalers      | Dartmouth College (NCAA)       |
| 250 | Magnus Svensson    | Védő        | Svédország  | Calgary Flames        | Leksands IF (Elitserien)       |
| 251 | Dale Roehl         | Kapus       | USA         | Philadelphia Flyers   | Minnetonka H.S. (Minn.)        |
| 252 | Igor Vjazmikin     | Bal szélső  | Szovjetunió | Edmonton Oilers       | CSZKA Moszkva (Szovjetunió)    |
|     |                    |             |             |                       |                                |